# Marguerite Gobat
Marguerite Gobat, née le 23 février 1870 à Delémont (alors dans le canton de Berne) et morte le 19 juillet 1937 à Macolin (commune d'Evilard, proche de Bienne), est une pédagogue, journaliste, féministe, traductrice et pacifiste suisse qui s'est engagée tout au long de sa vie dans des mouvements internationaux pour la promotion des droits des femmes, pour la paix et l'éducation.

## Biographie
À la mort de sa mère en 1888, elle commence à travailler avec son père, le député au Conseil national et avocat Albert Gobat, prix Nobel de la paix 1902, au Bureau international de la paix à Berne. 
En 1915, avec la féministe d'origine américaine Clara Guthrie d'Arcis et 35 autres femmes, elle fonde l'Union mondiale de la femme pour la concorde internationale (UMF). La même année, avec la zurichoise Klara Honegger (de), elle fonde la section suisse de la Ligue internationale des femmes pour la paix et la liberté, cofondée au niveau international par la réformiste sociale américaine Jane Addams.

## Hommage
Une statue à son effigie est inaugurée le 1er juillet 2022 à Tramelan, rue de la Printanière. Elle fait partie d'une série de cinq statues de personnalités féminines de l'histoire du Jura bernois créées par Helena von Beust dans le prolongement de l'exposition « ExceptionnELLES » à Bienne en 2021 et visant notamment à donner une plus grande visibilité aux femmes dans l'espace public,.